# 赵国荣
趙國榮（1961年9月—），黑龍江哈爾濱人，中國象棋特級大師。師承自數次獲得全国象棋个人赛第二名的名手、有「東北虎」之稱的王嘉良，故又有「新東北虎」的美譽。

## 生平
趙1974年開始參加全国象棋个人赛，並分別在1990，1992，1995，2008年四度奪得冠軍。
趙的妻子，是中國職業圍棋棋手，長期擔任圍棋泰斗吳清源的秘書的牛力力五段。牛力力的妹妹牛娴娴是中国职业围棋三段。牛娴娴的丈夫是日本棋院围棋九段迈克·雷蒙。趙國榮與牛力力有一個女兒，為職業圍棋棋手牛榮子四段。
現時，趙國榮仍為中國象棋界一流高手，並率領黑龍江隊奪得2013年中國象棋甲組聯賽(男子)的冠軍。

## 成績
- 自1974年起开始参加全国比赛，1982年获全国象棋个人赛第五名，1984年、1988年、1989年获第三名，1985年、1987年获亚军，
- 1990年、1992年、1995年、2008年四次获全国冠军
- 1991年获得第二届世界象棋锦标赛个人冠军，1993年获个人亚军，皆為团体冠军中国队主力队员之一。在1999年获得世界象棋冠军赛冠军。